# Anna Hintz
Anna Hintz (ur. 1948, zm. 18 lutego 2007) – polska prawniczka, specjalistka w zakresie prawa pracy, w latach 2002–2006 szefowa Głównego Inspektoratu Pracy. Popularyzatorka zagadnień i problemów prawa pracy w mediach.
Tytuł magistra prawa uzyskała na Wydziale Prawa i Administracji UW, odbyła też studia podyplomowe w Szkole Głównej Planowania i Statystyki. Od 1983 pracowała w Państwowej Inspekcji Pracy, przez okres 10 lat do czasu objęcia funkcji szefa urzędu, sprawowała funkcję kierownika Departamentu Prawnego Głównego Inspektoratu Pracy. Do października 1999 Anna Hintz była członkinią Komisji do spraw Reformy Prawa Pracy przy Ministrze Pracy i Polityki Społecznej.